# Ba Ba Ti Ki Di Do
Ba Ba Ti Ki Di Do is een ep van de IJslandse band Sigur Rós. Het album werd op 23 maart 2004 in Noord-Amerika en op 12 juli 2004 in Europa uitgebracht. De muziek werd geschreven voor het stuk Split Sides van choreograaf Merce Cunningham.

## Informatie
Merce Cunningham, met het plan om een jonger publiek voor zijn shows aan te trekken, besloot een rockband te vragen voor de muziek van zijn volgend stuk. Hij stuurde hiervoor een uitnodiging naar Sigur Rós en Radiohead, die tot zijn verrassing beiden instemden. Beide bands werden gevraagd een muzikaal stuk van twintig minuten te componeren. Sigur Rós besloot de minuten te verdelen in drie individuele nummers. Voor de opnamen werden vier primaire instrumenten gebruikt: een piano, een speeldoos, balletschoenen en elektronische playback. De titel 'Ba Ba Ti Ki Di Do' werd gekozen omdat dit de enige gesproken klanken waren die in de nummers te horen waren. In "Di Do" is de (gesamplede) stem van Cunningham te horen.
De muziek en de choreografie van de dans werden onafhankelijk gecreëerd. Pas op de première-avond kregen de dansers de muziek voor het eerst te horen, waardoor er geïmproviseerd moest worden. Split Sides ging op 14 oktober 2003 in première in de Brooklyn Academy of Music, met Sigur Rós en Radiohead aanwezig om de nummers live ten gehore te brengen. Ook Sigur Rós en Radiohead improviseerden met hun muziek tijdens het stuk, om zo aan eventuele wensen van de dansers te voldoen. Van 2 tot 7 december speelde Sigur Rós de nummers nogmaals publiekelijk (en zonder Radiohead), tijdens shows in het Théâtre de la Ville in Parijs.
In november besloot de band al om hun nummers op te nemen. Deze opnamen vonden eind november plaats in de Sundlaugin Studio's in IJsland. Aanvankelijk was Ba Ba Ti Ki Di Do eerst alleen beschikbaar als download op iTunes. Later besloot de band de ep toch uit te brengen; dit gebeurde op 23 maart 2004. Alhoewel de muziek van Radiohead nooit werd uitgebracht, was het later wel te horen toen in 2009 een dvd verscheen met Cunninghams stuk. De dvd bevat twee stukken van 20 minuten, één met de muziek van Radiohead en één met Sigur Rós' muziek.

## Nummers
1. "Ba Ba" – 6:12
2. "Ti Ki" – 8:49
3. "Di Do" – 5:42

## Medewerkers
- Sigur Rós - productie, creatie
  - Jón Þór Birgisson
  - Georg Hólm
  - Kjartan Sveinsson
  - Orri Páll Dýrason
- Birgir Þórarinsson - mastering